# جي بي كوبر
جون بول كوبر ( بالانجليزية ؛ JP Cooper ) (من مواليد 1 نوفمبر 1983) هو مغني وكاتب أغاني إنجليزي. اشتهر بالظهور في أغنية جوناس بلو المنفردة "الغرباء المثاليون". حصلت الأغنية علي البلاتينية في المملكة المتحدة. كانت أغنيته المنفردة التالية "أغنية سبتمبر". لقد وقع على سجلات الجزيرة.

## مهنة
- 2002-2006: الوصول إلى الموسيقى

في عام 2002، درس جي بي كوبر الموسيقى الشعبية المعاصرة في كلية نورث ترافورد، ومقرها في بيهايف قريبة من مانشستر. هناك انضم إلى فرقة تسمى كايد مؤامرة، التي غيرت اسمها لاحقا إلى سماوي وهج. لقد نماوا عددا صغيرا من المتابعين محليا وتمتعوا بنجاح محدود، حيث أصدروا اي بي اس ذاتي الصنع بما في ذلك "شلالات ديسمبر" و"الاستماع". تفككت في نهاية المطاف بعد جولتهم الأخيرة في المملكة المتحدة في عام 2006.

## البدايات المهنية من 2012-2015
في 27 يونيو 2012، أصدر جي بي كوبر أول مسرحيتين موسعتين له EP1 وEP2. لقد ظهر على أغنية دون ديابلو المنفردة "الفنان في الداخل"، تم إصدارها في 9 نوفمبر 2012. أصدر مسرحيته الممتدة الثالثة، EP3 في 8 فبراير 2013. في 20 يوليو 2014، أصدر مسرحيته الممتدة الرابعةحافظ على الهدوء. أصدر مسرحيته الممتدة الخامسة، عندما يأتي الظلام في 26 يناير 2015.